# 佐藤一磨
佐藤 一磨（さとう かずま、2001年4月16日 - ）は、神奈川県藤沢市出身のプロ野球選手（投手）。左投左打。オリックス・バファローズ所属。

## 経歴

### プロ入り前
藤沢市立大道小学校1年の時に藤沢少年野球クラブに入団し野球を始める。藤沢市立村岡中学校時代は大和リトルシニアでプレー。
横浜隼人高等学校では2年秋からエース。3年春の県大会では綾瀬西戦で5回完全試合を達成。3年夏の県大会は3回戦で延長の末日大藤沢に敗退し、甲子園出場を逃した。
2019年10月17日に行われたプロ野球ドラフト会議において、オリックス・バファローズから育成ドラフト1巡目で指名を受け、11月11日に支度金330万円、年俸240万円（推定）で仮契約した。

### オリックス時代
2020年は夏場に腰痛を発症し、2か月間完全固定で運動禁止を命じられ、7月からほとんど投球できずに1年目を終えた。ウエスタン・リーグでの投球成績は、4試合の登板で、0勝2敗、防御率17.55だった。
2021年の春季キャンプより投球を再開。この年はウエスタン・リーグ4試合に登板して0勝3敗、防御率3.29の成績だった。
2022年はウエスタン・リーグ19試合（先発11試合）に登板して2勝5敗、防御率5.96という成績だった。育成選手として入団して3シーズンが経過したため、10月31日に規約に基づき自由契約となったが、12月3日に育成選手として再契約を結んだ。
2023年は二軍の先発ローテーション投手として定着。支配下選手登録は見送られたものの、最終的に8勝3敗、防御率3.94という好成績を挙げ、ウエスタン・リーグの最多勝を獲得した。
2024年はウエスタン・リーグ9試合の登板で4勝2敗、防御率1.99の成績を挙げると、6月8日に支配下登録されることが発表された。更に翌日の読売ジャイアンツ戦でプロ初登板初先発。5回無失点に抑え、試合は4-1で勝利。初登板で菅野智之との投げ合いを制し、プロ初登板で初勝利を挙げた。

## 選手としての特徴
リリースポイントが高く、190cmの長身を生かした独特のフォームから最速148km/hの直球とスライダー、カーブ、チェンジアップ、フォークを投げる大型左腕。

## 人物
横浜隼人高、オリックスという球歴は、宗佑磨と一緒である（佐藤が5学年下）。
父は料理人であり、道場六三郎に弟子入りして修業、現在は藤沢市内で寿司店を営んでいる。

## 詳細情報

### 年度別投手成績
| 年 度     | 球 団      | 登 板 | 先 発 | 完 投 | 完 封 | 無 四 球 | 勝 利 | 敗 戦 | セ 丨 ブ | ホ 丨 ル ド | 勝 率 | 打 者 | 投 球 回 | 被 安 打 | 被 本 塁 打 | 与 四 球 | 敬 遠 | 与 死 球 | 奪 三 振 | 暴 投 | ボ 丨 ク | 失 点 | 自 責 点 | 防 御 率 | W H I P |
| --------- | ---------- | ----- | ----- | ----- | ----- | -------- | ----- | ----- | -------- | ----------- | ----- | ----- | -------- | -------- | ----------- | -------- | ----- | -------- | -------- | ----- | -------- | ----- | -------- | -------- | ------- |
| 2024      | オリックス | 5     | 3     | 0     | 0     | 0        | 1     | 1     | 0        | 1           | .500  | 53    | 11.2     | 13       | 1           | 4        | 0     | 2        | 5        | 1     | 0        | 11    | 7        | 5.40     | 1.46    |
| 通算：1年 | 通算：1年  | 5     | 3     | 0     | 0     | 0        | 1     | 1     | 0        | 1           | .500  | 53    | 11.2     | 13       | 1           | 4        | 0     | 2        | 5        | 1     | 0        | 11    | 7        | 5.40     | 1.46    |

- 2024年度シーズン終了時

### 年度別守備成績
| 年 度 | 球 団      | 投手  | 投手  | 投手  | 投手  | 投手  | 投手     |
| 年 度 | 球 団      | 試 合 | 刺 殺 | 補 殺 | 失 策 | 併 殺 | 守 備 率 |
| ----- | ---------- | ----- | ----- | ----- | ----- | ----- | -------- |
| 2024  | オリックス | 5     | 0     | 3     | 2     | 0     | .600     |
| 通算  | 通算       | 5     | 0     | 3     | 2     | 0     | .600     |

- 2024年度シーズン終了時

### 記録
初記録
投手記録
- 初登板・初先発登板・初勝利・初先発勝利：2024年6月9日、対読売ジャイアンツ3回戦（東京ドーム）、5回無失点3奪三振2四球
- 初奪三振：同上、3回裏にエリエ・ヘルナンデスから見逃し三振
- 初ホールド：2024年6月16日、対東京ヤクルトスワローズ3回戦（京セラドーム大阪）、6回表に2番手で救援登板、2/3回1失点

打撃記録
- 初打席：2024年6月9日、対読売ジャイアンツ3回戦（東京ドーム）、2回表に菅野智之から右飛

### 背番号
- 001（2020年 - 2024年6月7日）
- 93（2024年6月8日 - ）